# Dídac Roca i Segrià
Dídac Roca i Segrià (Catalunya, segle xvii - Poblet, Conca de Barberà, ?) fou compositor i mestre de capella català.
Va ser escolà i després monjo. El pare Marvà, en el seu Memorial (1650), en parla elogiosament. Fou deixeble de Joan Marc a l'escolania de Montserrat i més tard organista i mestre de capella d'aquest monestir, del de Poblet i de la Seu d'Urgell (1662-1663). És autor de villancicos, tonos i jácaras a tres i quatre veus i de l'obra a cinc veus Estote fortes in bello.